# Eutolmus kiesenwetteri
Eutolmus kiesenwetteri är en tvåvingeart som beskrevs av Friedrich Hermann Loew 1854. Eutolmus kiesenwetteri ingår i släktet Eutolmus och familjen rovflugor. Inga underarter finns listade i Catalogue of Life.